# Amsterdam Dance Mission
Amsterdam Dance Mission is een Pools dancefeest dat sinds 2001 jaarlijks wordt gehouden in Poznań.

## Indeling
Het feest wordt elk jaar in april of mei gehouden. Door verschillende internationaal bekende, voornamelijk Nederlandse en Poolse, dj's wordt er elektronische dancemuziek zoals house en trance gedraaid. Overdag wordt er, vanaf rijdende vrachtwagens, in de buitenlucht gedraaid, en in de avond verplaatst het feest zich naar Klub Ekwador.

## Nederlandse dj's op Amsterdam Dance Mission
2011:
- Arctic Moon
- Ernesto vs Bastian
- Ron van den Beuken
- Setrise

2010:
- First State
- John van Dongen
- Rank 1

2009:
- 4 Strings
- DJ Rene
- Ronald van Gelderen

2007:
- 4 Strings
- Erik Kross
- John Marks
- Menno de Jong
- Signum

2005:
- Cor Fijneman
- Rank 1
- Ronald van Gelderen
- Svenson